# Slovanské náměstí (Brno)

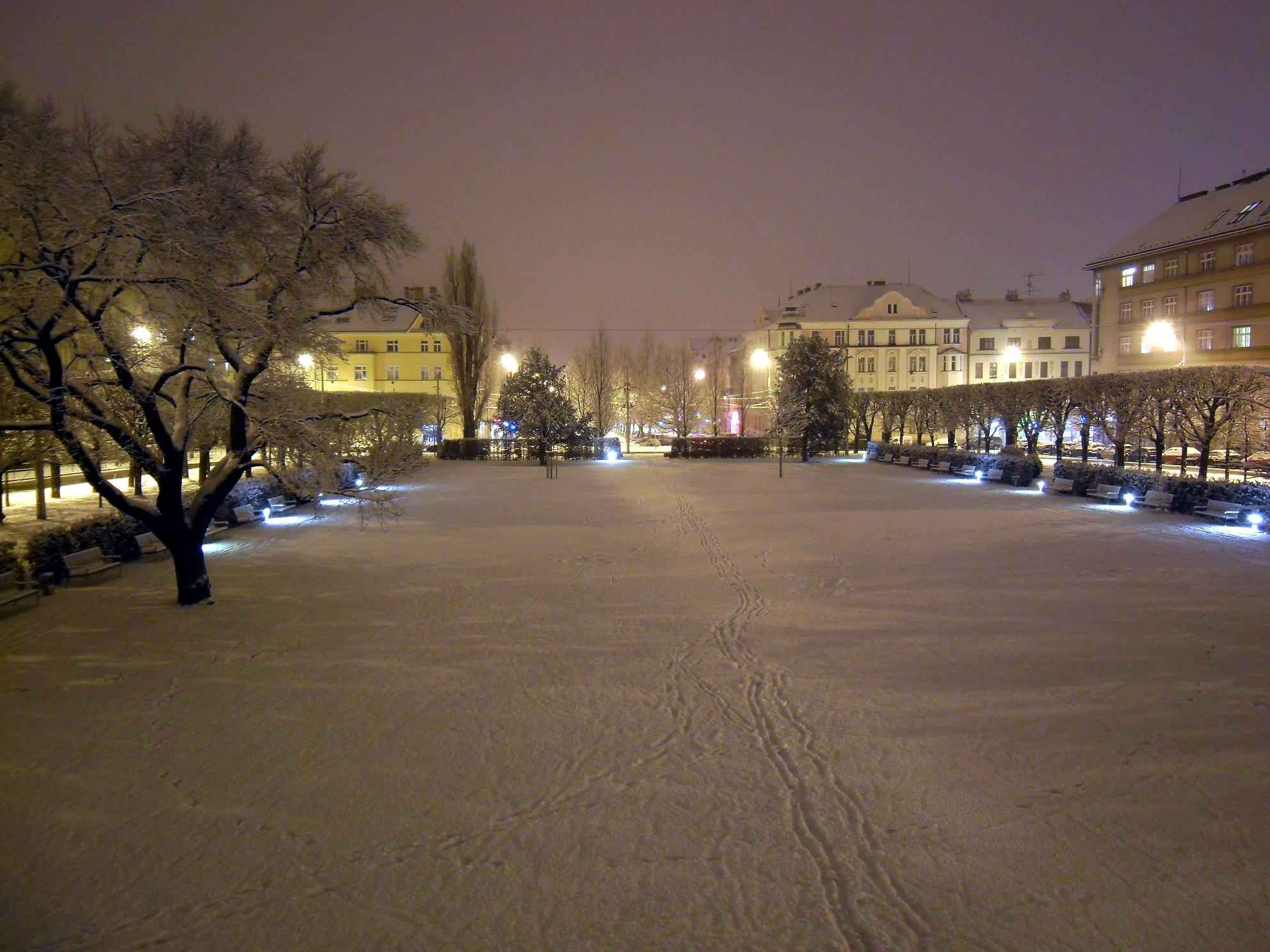
Zimní střed náměstí v noci

Slovanské náměstí se nachází v brněnské městské části Královo Pole. Bylo pojmenováno na počest všech slovanských národů. Jeho prostřední části vévodí rozsáhlý park obklopený stromovou alejí. Nachází se zde základní škola a gymnázium. Projíždí tudy trolejbusová linka, která dále pokračuje ulicemi Husitská a Skácelova a tvoří tak spojnici mezi dvěma důležitými tramvajovými dopravními tepnami, Palackého třídou a Purkyňovou ulicí. Do Slovanského náměstí ústí (mimo Husitské a Skácelovy) rovněž ulice Ruská, Charvatská, Slovinská, Bulharská, Srbská a Těšínská (coby zástupci slovanských národů).

## Vývoj názvu
- 22. 12. 1909 – Všeslovanské náměstí
- 16. 9. 1914 – Na Devadesátce (Neunzighuben)
- 1. 4. 1915 – náměstí Císaře Františka Josefa (Kaiser-Franz-Josef-Platz)
- 20. 12. 1918 – náměstí Svobody (Freiheitsplatz)
- 17. 3. 1939 – Freiheitsplatz – náměstí Svobody
- 10. 1. 1940 – Schulplatz – Školní náměstí
- 10. 5. 1945 – Školní náměstí
- 25. 9. 1946 – Slovanské náměstí